# محمد المعزوز
محمد المعزوز كاتب وسياسي مغربي ولد بمدينة وجدة بالمغرب، وهو حاصل على درجة الدكتوراه في الأنتربولوجية السياسية. له عدة إصدارات ومقالات في مجلات محكمة باللغتين العربية والفرنسية.

## المسار الدراسي
- المدرسة الابتدائية: المدرسة اليهودية الميمونيد (mimounide)، التي ستحمل لاحقا اسم مدرسة عبد الكريم الخطابي

- الاعدادي: إعدادية البكري بوجدة،

- الثانوي: ثانوية عبد المومن بوجدة،

- الدراسات العليا: جامعة محمد الأول بوجدة. وجامعة سيدي محمد بن عبد الله، فاس، وجامعة محمد الخامس،الرباط. وجامعة السوربون (باريس 4)

## عضوية ومناصب
- عضو المكتب السياسي لحزب الأصالة والمعاصرة
- رئيس تحرير سابق بمجلة الاقتصاد والمجتمع
- رئيس سابق لمركز شمال إفريقيا للسياسات.[3]
- مدير سابق المركز التربوي الجهوي بوجدة، 2003
- أستاذ باحث / 2003
- مندوب سابق وزارة التربية الوطنية والتعليم العالي بالقنيطرة 2004
- مدير سابق الأكاديمية الجهوية للتربية والتكوين بجهة دكالة-عبدة منذ عام 2006.[4]
- مدير «سابق «الأكاديمية الجهوية للتربية والتكوين بجهة مراكش تانسيفت الحوز منذ عام 2010.

## الجوائز
- جائزة المغرب للكتاب عن رواية رفيف الفصول سنة 2008.
- جائزة برشلونة حول الكتابة في الاختلاف سنة. 1998
- جائزة الأولى للكتابة المسرحية التي تمنحها النقابة الحرة للموسيقيين المغاربة،

## المؤلفات
- الماء والقربان،2001، منشورات اتحاد كتاب المغرب، الرباط.
- علم الجمال في الفكر العربي القديم، 2002
- مضمرات الممارسة السياسية بالمغرب، 2003، منشورات دار النجاح الجديدة، الدار البيضاء
- مملكة الشعراء، 2005، منشورات دار النجاح الجديدة، الدار البيضاء[5]
- رفيف الفصول، دار افريقيا الشرق بالدار البيضاء بالمغرب، 2008، جائزة كتاب المغرب (2007) في فئة «الكتابة الإبداعية»,[6]
- بأي ذنب رحلت، 2018 ،المركز الثقافي للكتاب للنشر والتوزيع، الدار البيضاء
- حرب الكوم 2022 المركز الثقافي العربي [7]